# Galal Yafai
Galal Yafai (em árabe: جلال يافعي; Birmingham, 11 de dezembro de 1992) é um boxeador britânico, campeão olímpico.

## Carreira
Yafai conquistou a medalha de ouro nos Jogos Olímpicos de Verão de 2020 em Tóquio, após derrotar o filipino Carlo Paalam na categoria peso mosca e consagrar-se campeão. Enquanto representava a Inglaterra na divisão peso mosca leve, o canhoto ganhou uma medalha de prata no Campeonato Europeu de Boxe Amador de 2017 e ouro nos Jogos da Commonwealth de 2018.